# Martiago
Martiago ist ein Ort und eine nordspanische Gemeinde (municipio) mit 250 Einwohnern (Stand: 2024) in der Provinz Salamanca in der Autonomen Gemeinschaft Kastilien und León. 

## Geografie
Martiago liegt etwa 105 Kilometer südwestlich von Salamanca in einer Höhe von ca. 810 m. Der Fluss Águeda bildet die nördliche Gemeindegrenze. 

## Bevölkerungsentwicklung
| Jahr      | 1900 | 1950 | 1960 | 1970 | 1981 | 1991 | 2001 | 2011 | 2021 |
| Einwohner | 1224 | 1251 | 1057 | 688  | 584  | 514  | 375  | 333  | 254  |

## Sehenswürdigkeiten
- Kirche Mariä Himmelfahrt (Iglesia de la Asunción)

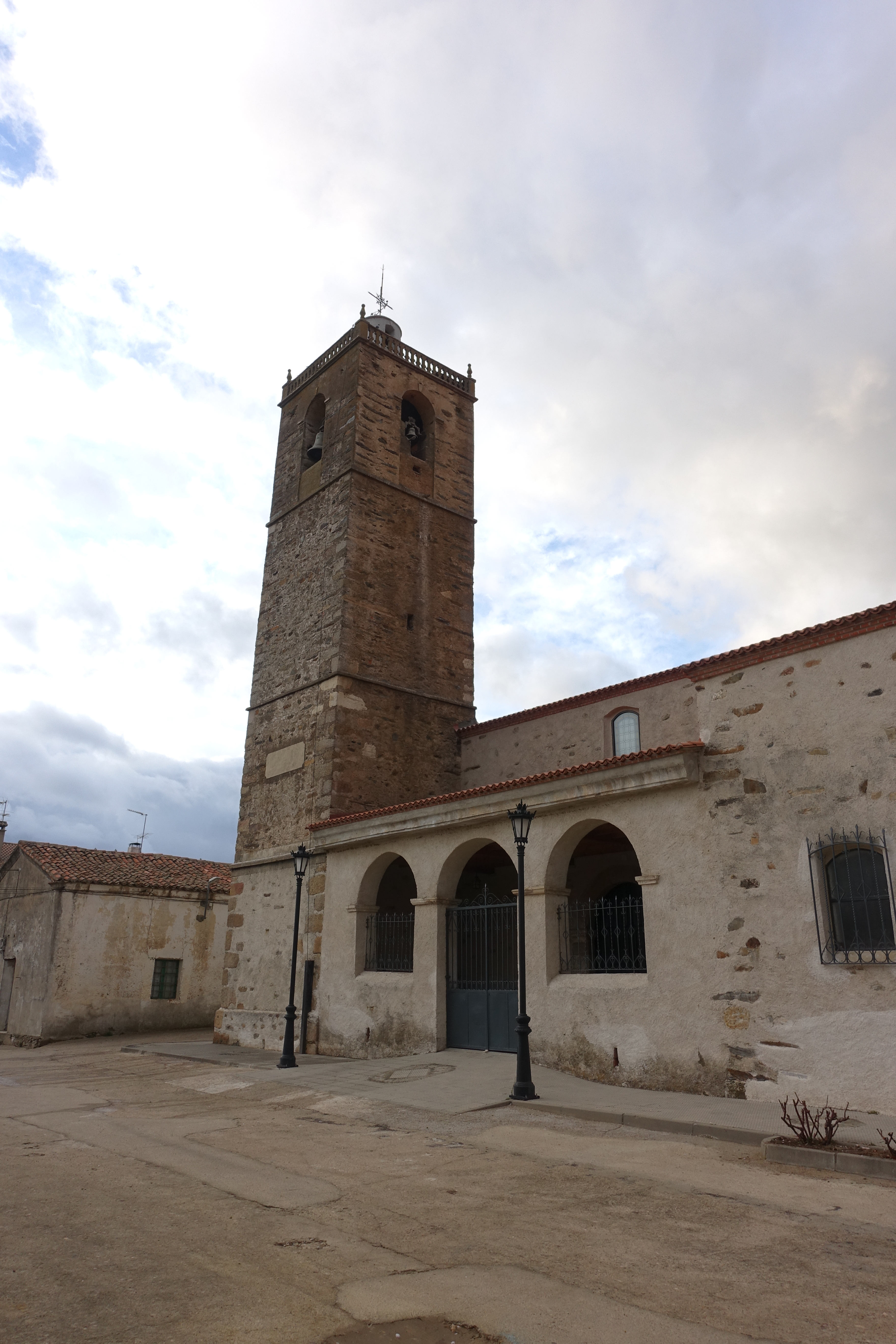
Kirche Mariä Himmelfahrt
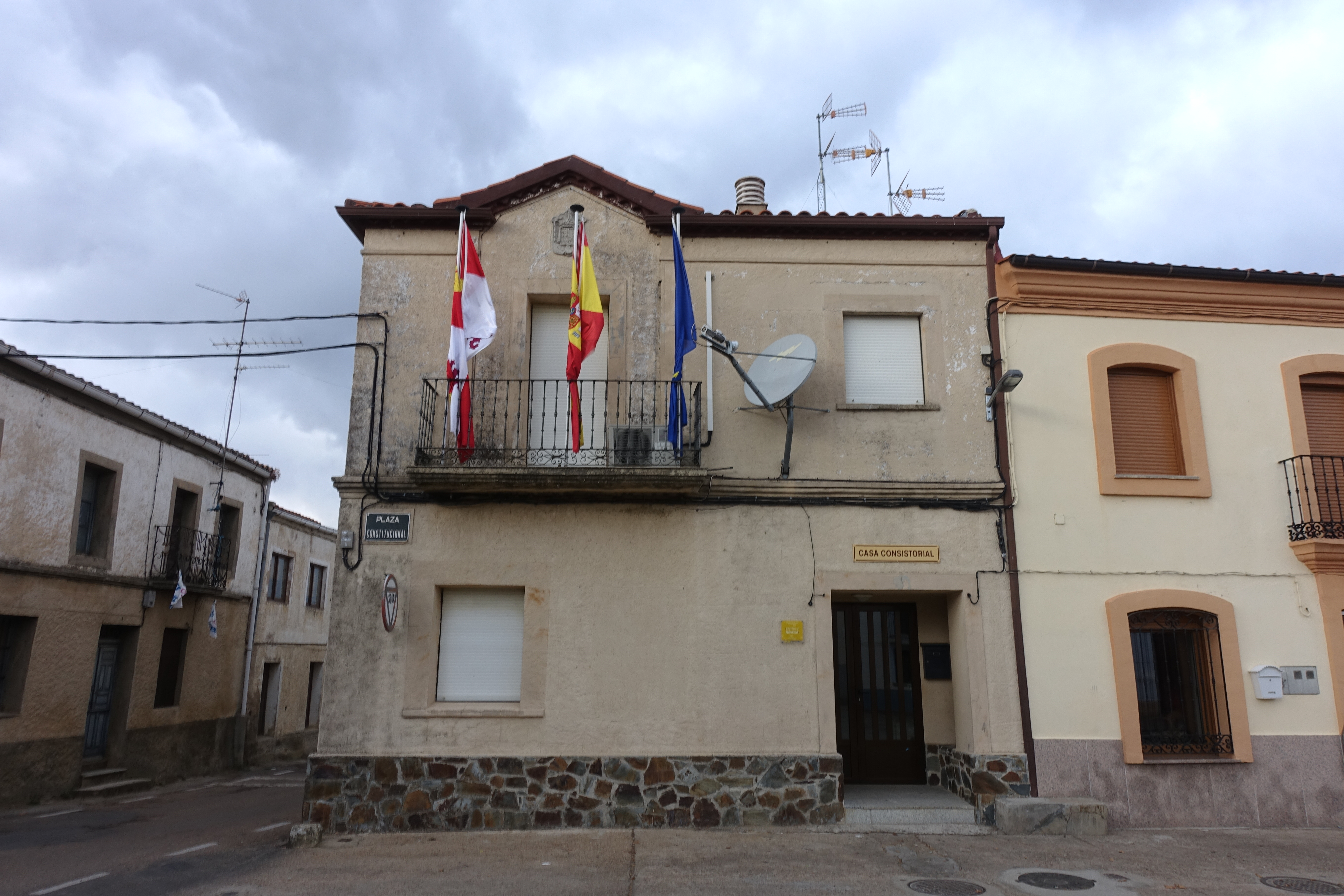
Rathaus